# Anatol Kędzierski
Anatol Kędzierski (ur. 10 lipca?/22 lipca 1880 w Żytomierzu, zm. 11 lipca 1964 w Poznaniu) – generał brygady Wojska Polskiego, kawaler Orderu Virtuti Militari.

## Życiorys
Syn Juliana i Marii z Karczewskich. W 1898 roku, po zakończeniu nauki w Korpusie Kadetów w Moskwie, wstąpił do Konstantynowskiej Szkoły Artylerii w Sankt Petersburgu. 21 sierpnia 1899 roku został mianowany podporucznikiem. W latach 1904–1905 walczył w szeregach armii rosyjskiej na wojnie rosyjsko-japońskiej, a w latach 1914–1917 na I wojnie światowej, jako dowódca dywizjonu artylerii na froncie niemieckim. Został w jej trakcie ciężko ranny. Dowódca dywizjonu, potem dowódca III Brygady Artylerii, w okresie od sierpnia 1917 do maja 1918 roku w I Korpusie Polskim w Rosji, w stopniu podpułkownika.
Od grudnia 1918 roku w Wojsku Polskim. W styczniu 1919 roku wraz z grupą oficerów byłego I Korpusu Polskiego na czele z generałem Józefem Dowbor-Muśnickim skierowany został do Poznania celem organizacji Sił Zbrojnych Polskich w byłym zaborze pruskim. 19 stycznia 1919 roku został mianowany czasowo inspektorem artylerii w Księstwie Poznańskim i dowódcą 1 pułku artylerii lekkiej wielkopolskiej. 5 maja 1919 roku na wniosek głównodowodzącego Sił Zbrojnych Polskich w byłym zaborze pruskim, generała piechoty Józefa Dowbor-Muśnickiego Komisariat Naczelnej Rady Ludowej mianował go pułkownikiem, a 3 czerwca 1919 roku – generałem podporucznikiem. Od września 1919 roku dowodził XV Brygadą Artylerii. Na jej czele wziął udział w wojnie polsko-bolszewickiej.
29 maja 1920 roku został zatwierdzony z dniem 1 kwietnia 1920 roku w stopniu pułkownika, w artylerii, w grupie oficerów byłych Korpusów Wschodnich i byłej armii rosyjskiej. 4 czerwca 1920 roku Minister Spraw Wojskowych zezwolił mu korzystać z tytułu generała podporucznika.
26 lipca 1920 roku dostał się do niewoli bolszewickiej, z której uciekł 12 września. Po powrocie udzielono mu urlopu zdrowotnego.
Dowódca Obozu Warownego „Brześć Litewski”. 12 marca 1921 roku został zwolniony, na własną prośbę, z czynnej służby i przeniesiony do Rezerwy armii w stopniu tytularnego generała podporucznika. Z dniem 1 maja 1921 roku powołany został do służby czynnej. We wrześniu 1921 roku został szefem Artylerii i Uzbrojenia Dowództwa Okręgu Korpusu Nr VII w Poznaniu. 3 maja 1922 roku został zweryfikowany w stopniu generała brygady ze starszeństwem z dniem 1 czerwca 1919 roku i 57. lokatą w korpusie generałów.
Z dniem 1 czerwca 1924 roku mianowany został dowódcą 14 Dywizji Piechoty w Poznaniu.
Podczas przewrotu majowego w 1926 roku opowiedział się po stronie rządu i domagał się energicznych akcji przeciw rebelii. Dowodził grupą zaczepną sił rządowych. Później sprzeciwił się kapitulacji wojsk rządowych. Konsekwencji nie poniósł. W październiku 1930 roku przekazał dowództwo dywizji płk. SG Franciszkowi Władowi. Z dniem 31 stycznia 1931 roku został przeniesiony w stan spoczynku.
Osiadł w Poznaniu. Tam zmarł 11 lipca 1964 roku. Pochowany na cmentarzu św. Jana Vianneya w Poznaniu (grobowce-22-10).

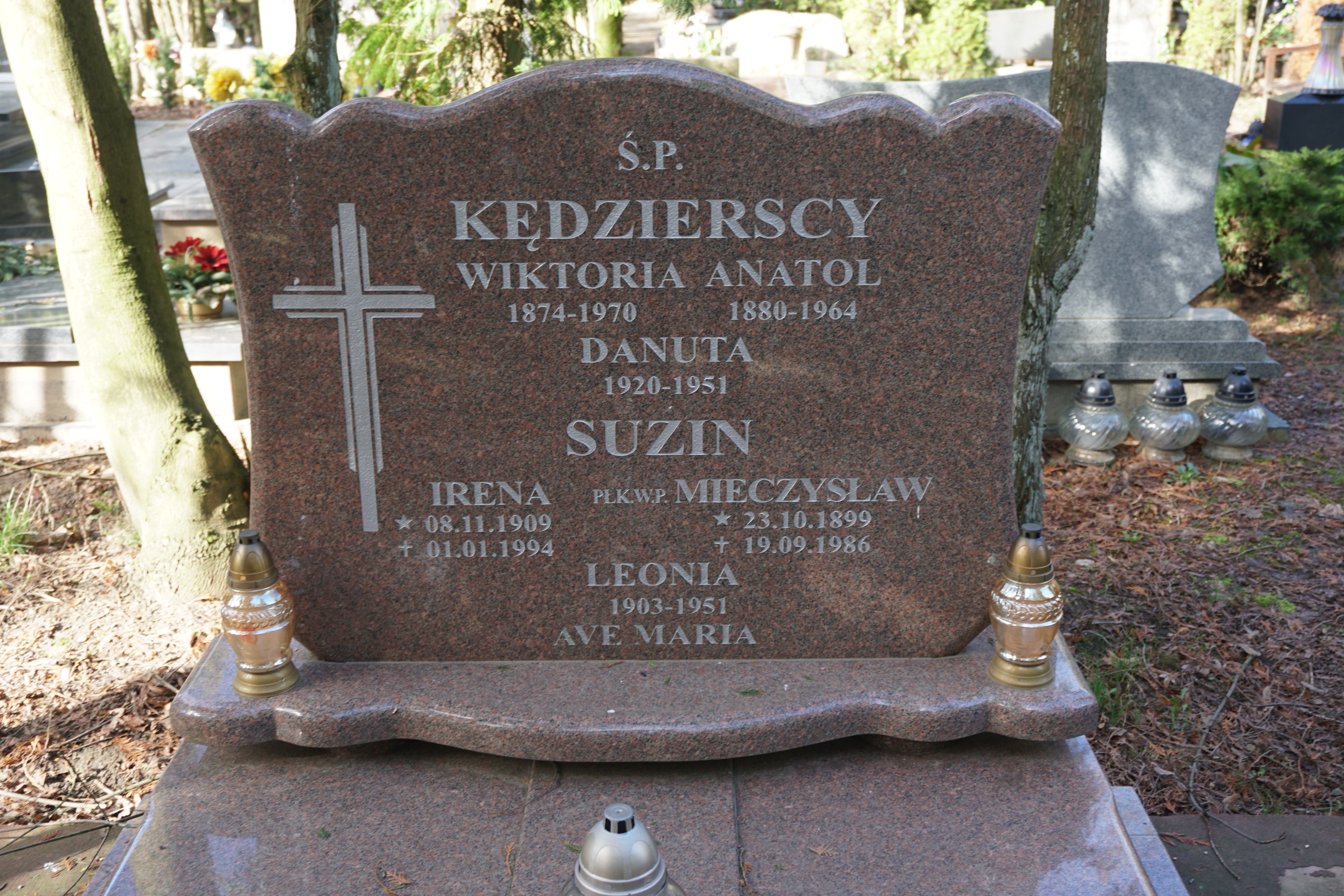
grób gen. Anatola Kędzierskiego na cmentarzu św. Jana Vianneya w Poznaniu

## Ordery i odznaczenia
- Krzyż Srebrny Orderu Wojskowego Virtuti Militari (13 maja 1921)[11]
- Krzyż Niepodległości
- Krzyż Walecznych (1921)[12]
- Złoty Krzyż Zasługi (10 listopada 1928)[13]
- Medal Pamiątkowy za Wojnę 1918–1921[14]
- Medal Dziesięciolecia Odzyskanej Niepodległości[14]
- Komandor z Gwiazdą Orderu św. Sawy (Jugosławia, 1931)[15]